# NGC 1370
NGC 1370 (również PGC 13265) – galaktyka eliptyczna (E), znajdująca się w gwiazdozbiorze Erydanu. Została odkryta 21 września 1786 roku przez Williama Herschela. Galaktyka ta należy do gromady w Erydanie.